# Акарі Асахіна
Акарі Асахіна (яп. 朝日奈あかり, англ. Akari Asahina; нар. 30 травня 1988, префектура Ґумма) — японська акторка, еротична модель AV-ідол.

## Життєпис та кар'єра
У 2009 році зіграла Еліну Канзакі у другому сезоні телевізійної драми Jyouou Virgin, екранізації манги Jōō. Асахіна брала участь в естрадному шоу Beach 9 (яп. ビ〜チ9, Bi 〜 chi 9) з січня 2009 року по грудень 2010 року. У 2011 році вона з'явилася в додатку для Android Delusion Phone App.
У 2012 році Асахіна була представлена в додатку Akari Asahina sexy AV alarm 2. Того ж року вона знялася в шостому епізоді серіалу Friday Night Drama.
Асахіна входила до групи ідолів "BRW 108".

## Фільмографія
- MAX GIRLS 20
- Endless Ecstasy FUCK
- Admired Swimming Instructor
- Amateur Actor Audition
- Teacher of Sex
- Sex That Will Extract Every Last Bit of Semen From Your Body
- The Give Up Human Being
- Wife Who Was Sold Into a Soapland
- Passionate Sex Experienced While Looking into Each Other's Eyes
- Secret Female Investigator: Akari Asahina
- Sweet Temptation of Beautiful Leg Race Queen